# Game Boy Printer

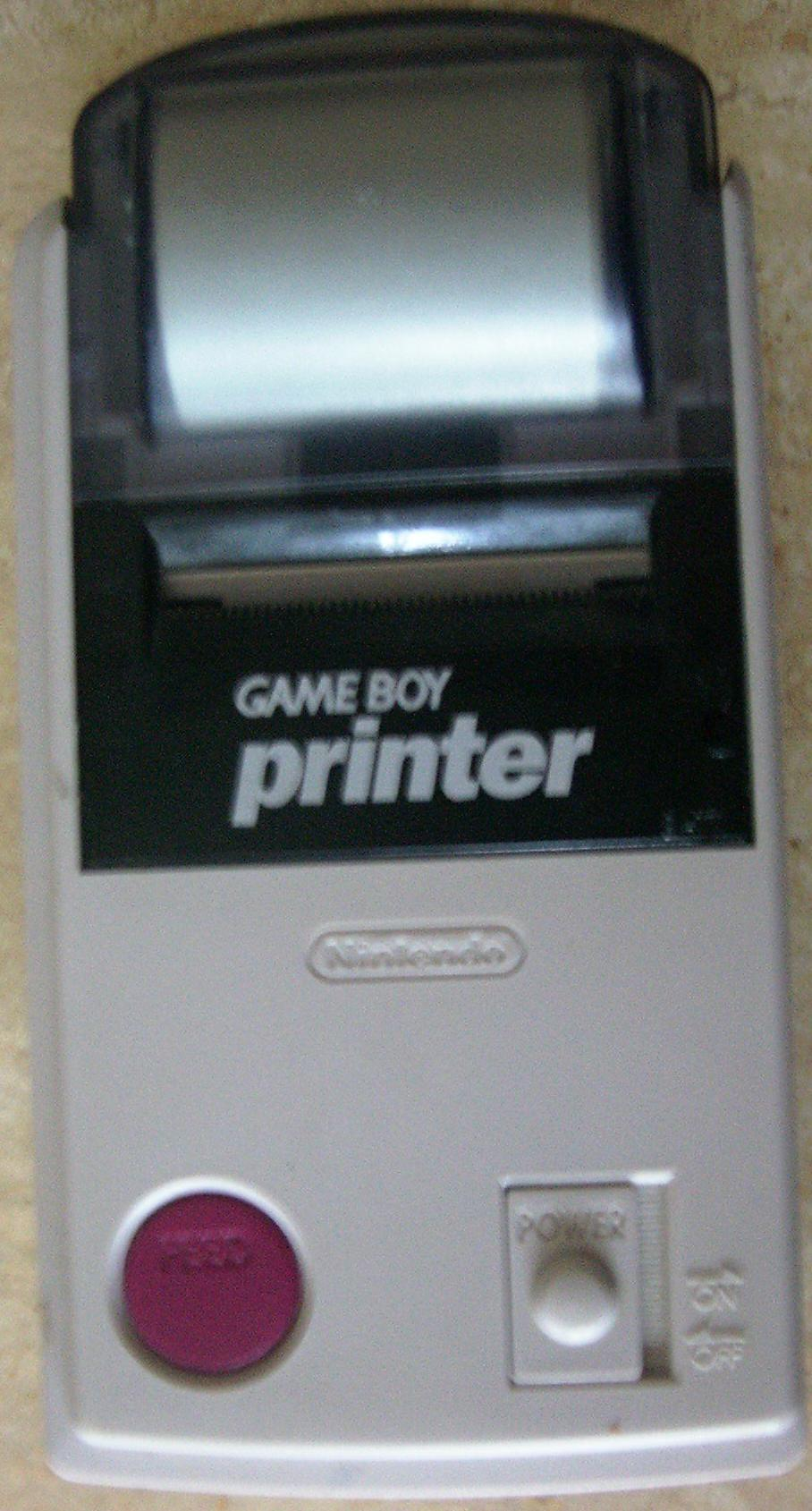
Een Game Boy Printer.

De Game Boy Printer is een kleine printer bestemd voor de Game Boy. Het laat iemand plaatjes printen van diverse spellen als er daar een optie aanwezig is in het spel zelf, of dat van een Game Boy Camera. In 2006 is de printer niet meer nieuw verkrijgbaar en op de tweedehandsmarkt zijn de printers vrij zeldaam.
Bij de volgende spelletjes kan gebruikgemaakt worden van de Game Boy Printer:
- 1942
- Game Boy Camera
- The Legend of Zelda: Link's Awakening DX
- Mary Kate & Ashley: Pocket Planner
- NFL Blitz
- Pokémon Gold
- Pokémon Silver
- Pokémon Red
- Pokémon Blue
- Pokémon Crystal
- Pokémon Pinball
- Pokémon Trading Card
- Pokémon Yellow
- Quest For Camelot
- Roadsters
- Alice in Wonderland
- Austin Powers: Oh, Behave!
- Austin Powers: Welcome to my Underground Lair
- Disney's Dinosaur
- Disney's Tarzan
- Donkey Kong Country
- ET Digital Companion
- Fisher-Price Rescue Heroes: Fire Frenzy
- Klax
- Little Mermaid 2 Pinball Frenzy
- Little Nicky
- Magical Drop
- Mickey's Racing Adventure
- Mickey's Speedway USA
- Perfect Dark
- Super Mario Bros. Deluxe